# قلعة برتيانتشي
قلعة برتيانتشي هي قرية في مقاطعة أصفهان، إيران. عدد سكان هذه القرية هو 1,023 في سنة 2006.